# 아사쿠사역 (쓰쿠바 익스프레스)
아사쿠사역(일본어: 浅草駅)은 일본 도쿄도 다이토구에 있는 철도역이다. 수도권 신도시 철도 쓰쿠바 익스프레스 선의 역이며, 역 번호는 03이다. 도부 철도와 도쿄 메트로와 도쿄 도 교통국의 아사쿠사 역은 동쪽으로 600m의 거리를 두고 있으며, 환승이 되지 않는 별개의 역이다.

## 역 구조
1면 2선의 지하역이다.
승강장의 벽에는 아사쿠사의 풍물을 이미지한 일러스트가 그려져 있다.
개찰구에는, 자동 개찰기의 외, 단체객 전용의 유인 개찰도 설치되어 있다.
| 1 | TX 쓰쿠바 익스프레스 | 기타센주 · 미나미나가레야마 · 모리야 · 쓰쿠바 방면 |
| 2 | TX 쓰쿠바 익스프레스 | 아키하바라 방면                                    |

난간형 스크린도어가 설치되어 있다.

## 역세권 정보
- 센소지
- 아사쿠사 공원
- 아사쿠사 신사
- 아사쿠사 공회당

## 역사
- 2005년 8월 24일: 영업 개시.

## 사진

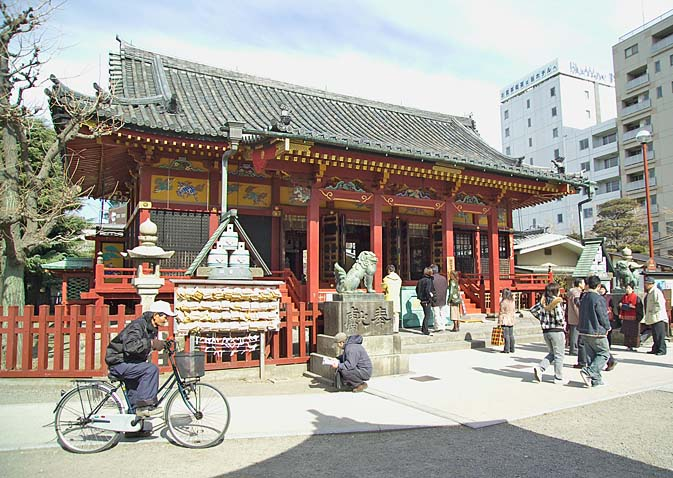
아사쿠사 신사
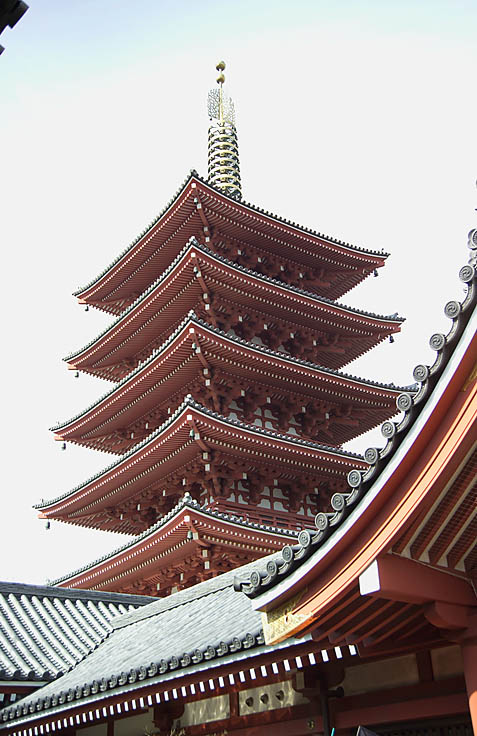
센소지 절

## 같이 보기
- 아사쿠사 역

## 인접정차역
| 수도권 신도시 철도 조반 신선    | 수도권 신도시 철도 조반 신선 | 수도권 신도시 철도 조반 신선 |
| ------------------------------- | ---------------------------- | ---------------------------- |
| 02 신오카치마치 아키하바라 방면 | TX 쓰쿠바 익스프레스         | 04 미나미센주 쓰쿠바 방면    |